# Preobrajenskoïé
Preobrajenskoïé (en russe : Преображенское) est un district municipal de Moscou, dépendant du district administratif est.

## Historique
La première mention du village de Preobrajenskoïé remonte à 1661 quand deux églises sont signalées - l'une consacrée à l'Assomption de la Sainte Vierge Marie et l'autre à la Transfiguration (en russe Preobrajénié), qui a donné son nom au village.
À côté de l'église de la Transfiguration, sur la rive droite de la rivière Iaouza, le tsar Alexis Ier fait construire en 1657 le palais de la Transfiguration (ou palais Preobrajenski).
En 1672, le premier théâtre professionnel russe a été fondé dans le village.
Le 18 novembre 1699, des négociations secrètes entre Pierre Ier le Grand et des ambassades occidentales ont débuté dans le village. Le 22 novembre 1699, grâce aux efforts de Johann Reinhold von Paktul, une alliance entre le Danemark, la Russie, la Saxe et la Pologne-Lituanie contre la Suède y est conclue, peu après le début de la grande guerre du Nord.
La région est considérée comme le berceau de l'armée et de la marine russes. C'était la maison d'enfance de Pierre le Grand, qui a été exilé ici avec sa mère Nathalie Narychkine par ordre de la tsarevna Sophie Alexeïevna. Les régiments « de loisir » — Préobrajenski et Semionovski — ont été formés ici. La rivière Iaouza, qui coule à proximité, est le lieu où Pierre le Grand a commencé à mettre en œuvre l'idée de créer une flotte russe : c'est ici que le bateau de Pierre le Grand, « le grand-père de la flotte russe », a été lancé.

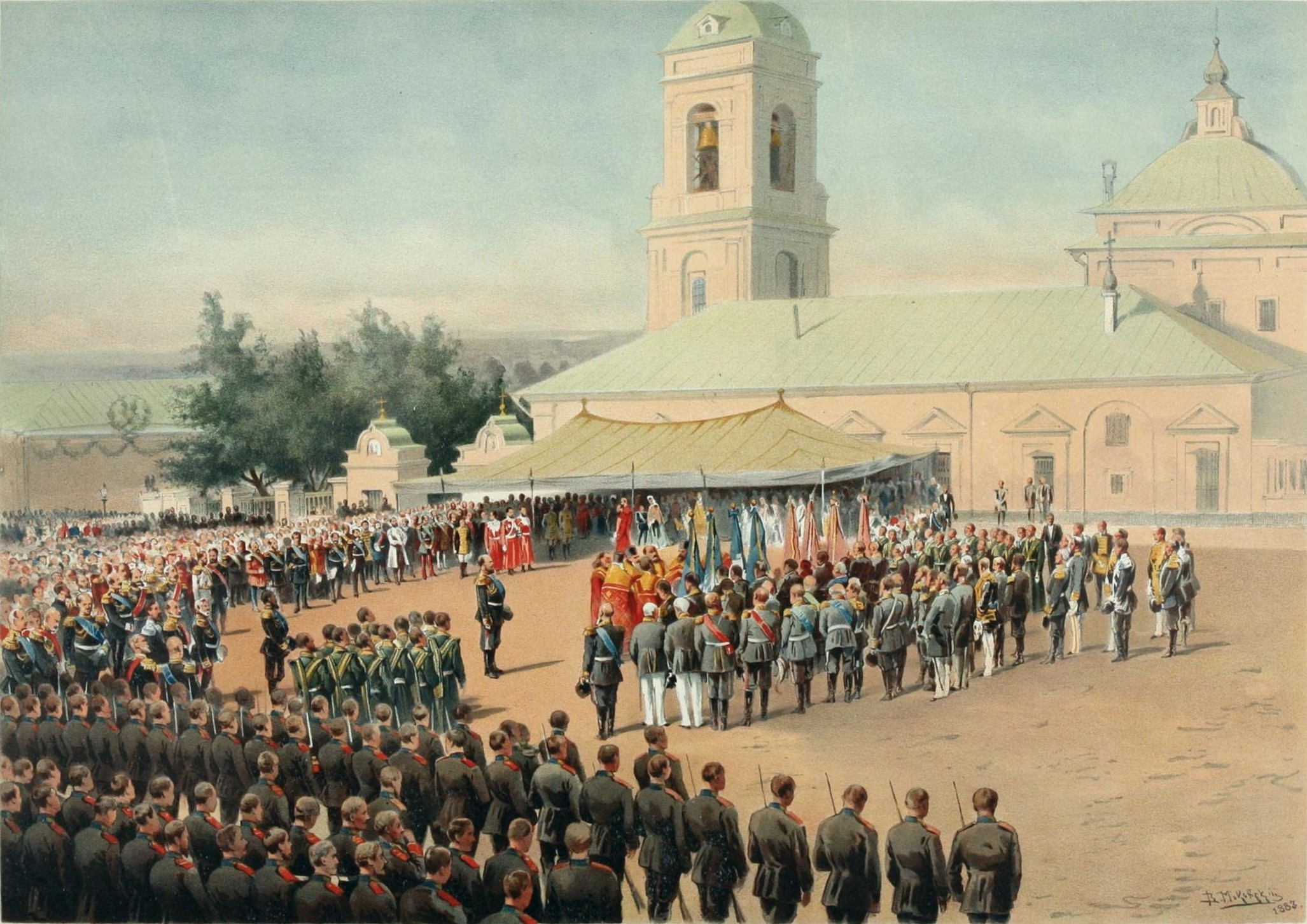
Preobrajenskoïé. La consécration des bannières des régiments Preobrajenski et Semionovski en présence de l'empereur. Dessin de 1883.

En 1742, la sloboda militaire Preobrajenskaïa est incluse dans la frontière douanière de Moscou et au plus tard en 1782, elle passe sous la juridiction de la police de la ville de Moscou, bien que l'inclusion administrative de ce territoire dans la ville n'ait eu lieu qu'en 1864. La plupart des monuments de Preobrajenskoïé, largement connus dans l'histoire russe (deux palais, des complexes de bâtiments du régiment Preobrajenski et la chancellerie secrète, l'amusante forteresse de Preschburg) n'ont pas survécu, ayant été détruits au début du XIXe siècle.

## Symboles

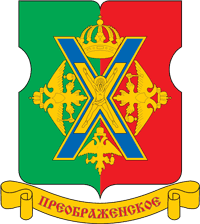
Armes du district
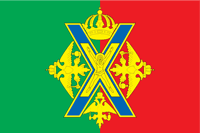
Drapeau du district